# Гульельми, Пьетро Джироламо
Пьетро Джироламо Гульельми (итал. Pietro Girolamo Guglielmi; 4 декабря 1694, Ези, Папская область — 15 ноября 1773, Рим, Папская область) — итальянский куриальный кардинал и доктор обоих прав. Секретарь Священной Конгрегации по делам епископов и монашествующих с 26 ноября 1753 по 24 сентября 1759. Префект Священной Конгрегации дисциплины монашествующих с 1 декабря 1759 по 15 ноября 1773. Камерленго Священной Коллегии Кардиналов с 25 января 1768 по 29 января 1770. Кардинал-священник с 24 сентября 1759, с титулом церкви Сантиссима-Тринита-аль-Монте-Пинчо с 19 ноября 1759. 